# Weekend-telep
A marosvásárhelyi Maros Szabadidő- és Sportközpont (románul: Complexul de Sport și Agrement „Mureșul”), közismert nevén Weekend-telep vagy Víkendtelep (Complexul Weekend) a város északi határán, a Maros egyik holtágán létesített üdülőpark. A városiak egyik kedvelt nyári kikapcsolódási helye.

## Története
A nádasokkal, tavirózsákkal, vízinövényekkel benőtt holtágat az 1930-as évek elején kezdték fürdésre, csónakázásra használni. Hamarosan csónakház is épült, az elkövetkező évtizedekben pedig számos hétvégi ház jelent meg a környéken. Az üdülőtelepet 1962-ben alakították ki: sportpályákat, medencéket, vendéglőket építettek. A telep nagyarányú, látványos kiépítése a 2000-es években, Dorin Florea polgármestersége idején történt. A 2010-es években nyári időszakban átlagban napi nyolcezer ember látogatta, hétvégeken számuk a tizenötezret is elérte. Erdély egyik leglátogatottabb strandja, Marosvásárhely egyik legnépszerűbb szabadidőközpontja.

## Leírása
Területe 40 hektár, ezen a következő létesítmények lelhetőek fel:
- hét nyitott úszó- és fürdőmedence
- fedett olimpiai medence
- sportpályák (labdarúgás, röplabda, kosárlabda, lábtenisz)
- gokartpálya
- éttermek, kerthelyiségek, cukrászdák

A holtágon csónakázni is lehet.
A park bármikor látogatható, de a medencéket csak nyári szezonban, nappal lehet használni, és ilyenkor belépődíjat is kell fizetni. A telep két bejáratánál dicsőségtábla áll azok névsorával, akik marosvásárhelyi sportklubok színeiben világ- vagy olimpiai bajnoki címeket szereztek.

## Víkendtelep 2
2010-ben felmerült egy második szabadidő- és sportközpont ötlete is, mely a Tudor-negyed szélén épülne.